# Ayuntamiento de Catí
La Casa de la Villa o Lonja de Catí, en la comarca del Alto Maestrazgo, en la provincia de Castellón, es un edificio datado en el siglo XIV, que puede considerarse como ejemplo típico de la arquitectura gótica civil de las comarcas castellonencas. Es la construcción más emblemática de la población, única por conservar su estructura y materiales originales.
Actualmente está catalogado como Bien de Relevancia Local.

## Descripción histórico-artística
Pese a la existencia en Catí de una casa de la Corte, en pleno siglo XIV se decidió levantar otro edificio que fuera capaz de albergar las reuniones del Consejo y de las que realizara todo el pueblo. Es así, como en 1418 se inician las obras bajo la supervisión del maestro de obras medieval, Bernat Cerro de Traiguera.

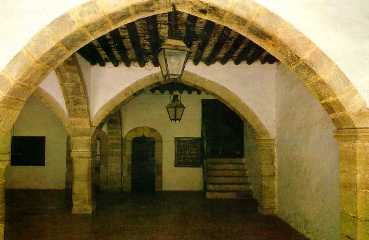
Lonja de Catí en los bajos de la Sala del Consejo

Los trabajos previos al inicio de las obras, se prolongaron hasta prácticamente 1428, año de inicio real de las obras de Bernat Turó de Traiguera, ayudado por sus hijos Joan y Bernat, así como por ilustres canteros como Jaime Sans. Según consta en la documentación existente, en 1437 se llevaron a cabo los trabajos de pedrizos, bancos, cancelas, ventanas y puertas de las escaleras, además de acabarse el empedrado y el enmorrillado (técnica empleada para la construcción de firmes, utilizando “morrilo”, es decir, piedras redondas o cantos rodados, cuyo volumen varía y que se encuentra en los ríos y esparcido por los campos.) del suelo del edificio.
Cuando se finalizó la obra, el conjunto construido se utilizó para diversos fines, desde albergar al Consejo, destinando la planta principal para este uso; a prisión o carnicería, usos que realizaban en los bajos del edificios; pasando por depósito de trigo, empleándose para tales utilidades, las partes posteriores y altas.
Respecto a sus dimensiones, la sala tiene de fondo 22,43 metros; de ancha, 11,84, y 15,70 de alta. Presenta también una parte baja y un piso con una falsa de buena madera. Por su parte, la fachada principal, que recae en la calle Mayor, presenta una estructura mixta, la cual se debe al hecho de utilizarse el edificio para fines muy diversos, siendo al tiempo una vivienda señorial y haciendo las veces de Lonja, por lo que presenta en su parte inferior dos arcos góticos, a modo de entrada, y dentro y de lado tres arcos de estilo ojival. Por su parte, el salón principal mide 16,72 por 10,20 metros; está cubierto por un valioso artesonado que se encuentra sostenido por arcos apuntados que descansan en pilares de sección cuadrada con las aristas achaflanadas. Le dan luz dos ventanas de estilo gótico con una columna central de 1,88 metros. El desván o falsa, está sostenido por 18 filas y 272 tablones y 3 filas grandes que descansan en dos pilares de piedra picada. La fachada es de piedra labrada, el piso empedrado, y la madera de Benassal.
El techo es plano y de madera, y se supone que en un primer momento debía estar decorado con pinturas. A la fachada principal se le añadió un alero de madera en el siglo XVIII.
El edificio albergó ya más recientemente el ayuntamiento de la localidad. Cuando se celebró en 1991 el tercer centenario de la independencia de Morella, se aprovechó el evento para inaugurar el moderno ayuntamiento, que se sitúa actualmente en el edificio de en frente.